# Gresia
Gresia (wymowaⓘ) – wieś w Rumunii, w okręgu Buzău, w gminie Bozioru. W 2011 roku liczyła 12 mieszkańców.